# Thies Ziemke
Thies Ziemke (* 27. September 1948 in Kiel) ist ein deutscher Fondsmanager und Verleger.

## Leben
Ziemke studierte in Kiel Geschichtswissenschaften und Slawistik und promovierte 1979. 1983 gründete er den Neuen Malik Verlag, der unter anderem russische Literatur veröffentlichte. Nach dem Ende der Sowjetunion eröffnete er 1990 eine Niederlassung des Verlags in Moskau. 1996 verkaufte er den Neuen Malik Verlag an den Piper Verlag. Seit 1996 ist er als Vermögensverwalter und Fondsmanager mit dem Schwerpunkt Russlandaktien tätig. 1999 war er in Lübeck Mitbegründer der auf den russischen Kapitalmarkt spezialisierten Beratungs- und Investmentgesellschaft Kremlin AG (heute Hamburg), die er bis 2005 als Vorstand führte. Von 2000 bis 2003 war er Aufsichtsratsmitglied der Eichborn AG. Ziemke lebt in Moskau und Berlin, wo seit 2014 der Schwerpunkt seiner unternehmerischen Tätigkeit liegt.

## Veröffentlichungen (Auswahl)
als Herausgeber
- Die Form kommt mit dem Inhalt: Annemarie Zornacks Werk im Spiegel der Kritik, Kiel 1996 ISBN 3-930275-16-3.
- Innehalten ohne zu verweilen: Hans-Jürgen Heises Werk im Spiegel der Kritik, Kiel 1995 ISBN 3-89029-089-2.
- Prag-Moskau: Briefe von und an Wieland Herzfelde 1933-1938, Kiel 1991 ISBN 3-89029-061-2.
- Der Malik-Verlag 1916-1947: Chronik eines Verlages, Kiel 1986 ISBN 3-89029-026-4.